# Jože Mirtič
Jože Mirtič – Zidar, udeleženec NOB in narodni heroj Jugoslavije, * 20. oktober 1912, Ljubljana, † 13. november 1944, Dobliče pri Črnomlju
Rodil se je 20. oktobra 1912 v Ljubljani. Njegov oče Jože je bil železničar. Po končani osnovni šoli je šolanje nadaljeval na meščanski šoli. Po enem letu vajeništva, se je vpisal Srednjo tehniško šolo, smer gradbeništvo. Bil je aktiven v skavtski organizaciji, ki je bila pod vplivom krščanskih socialistov. Ker se je ta organizacija vse bolj politično obračala v levo, so jo leta 1933 oblasti Kraljevine Jugoslavije prepovedale.
Po končani srednji šoli je do leta 1937 delal v Cestni upravi na Ptuju. V času služenja vojaškega roka, je postal rezervni pehotni častnik. Po koncu služenja vojaškega roka se je vrnil v Ljubljano, kjer se je začasno zaposlil v upravi Dravske banovine.
Po okupaciji Jugoslavije se je leta 1941 pridružil Osvobodilni fronti Slovenije (OF) in bil njen organizator v delovnem organizaciji. Njegova naloga je bila skrbeti za begunce, ki so se umaknili iz nemškega zasedbenega ozemlja. V začetku leta 1942 je bil predlagan za člana Komunistične partije Slovenije (KPS).
Spomladi 1942 je vodil gradnjo gozdne ceste na Mokrcu. Vzpostavil je stik s partizani in jih oskrboval z različnim materijalom, predvsem z razstrelivom. Sredi maja 1942 je odšel v partizane in postal član Notranjskega odreda. Zaradi poznavanja dela z razstrelivom je postal vodja minerskega voda, ki je izvedel številne uspešne sabotažne akcije. Že sredi junija 1942 je postal komandir čete, in mesec dni kasneje dni namestnik komandanta drugega bataljona Krimskega partizanskega odreda. Konec julija 1942 je postal komandant bataljona. Julija 1942 je postal član Komunistične partije Slovenije.
Med italijansko ofenzivo, ki se je začela 16. julija 1942, je uspešno poveljeval bataljonu in ga uspel rešiti pred uničenjem. Maja 1943 je dobil čin majorja. 1. avgusta 1943 je bil imenovan za namestnika komandanta brigade. Kot sposobnega poveljnika so ga konec avgusta 1943 poslali na Višji oficirski tečaj pri Glavnem štabu NOV in PO Hrvaške. Po opravljenem častniškem tečaju je bil 30. septembra 1943 imenovan za poveljnika 8. slovenske udarne brigade Frana Lestvika, ki je bila ustanovljena v začetku meseca.
Z brigado je oktobra 1943 prestopil italijansko-nemško mejo in na njej uničil dve manjši utrdbi, v začetku novembra pa je z jugovzhoda napadel Ljubljano. Med nemško ofenzivo, imenovano Wolkenbruch, je bil ranjen, a se je že po nekaj dneh vrnil na dolžnost.
 Konec marca 1944 je postal komandant Prve brigade Vojske državne varnosti, ki je bila predhodnica Korpusa narodne obrambe Jugoslavije (KNOJ). V začetku oktobra 1944 je bil imenovan za načelnika štaba Sektorja državne varnosti Slovenije. Sredi novembra 1944 so domobranci iz iz Kočevja napadli v smeri Bele Krajine. Mirtič je bil takrat v štabu divizije v vasi Dobliče pri Črnomlju. 13. novembra 1944 je bil v hudem boju ranjen in ujet. Ko so ga domobranci prepoznali, so mu v obraz vrezali peterokrako zvezdo. Isti dan je zaradi mučenja umrl.
Z ukazom je predsednika FNR Jugoslavije Josipa Broza Tita 27. novembra 1953 je bil razglašen za narodnega heroja.